# Robert Edelman

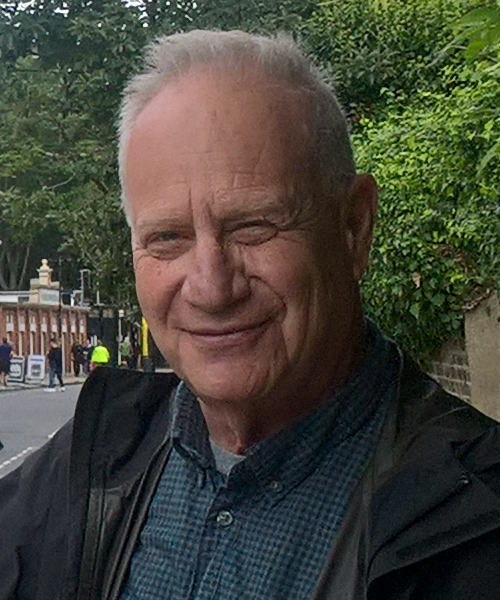
Robert Edelman

Robert Edelman (geboren 1945) ist ein US-amerikanischer Historiker. Seit 1972 ist er Professor für Russische Geschichte und Sportgeschichte an der University of California, San Diego.

## Leben
Edelman wuchs in Brooklyn auf. Er studierte zunächst Internationale Beziehungen an der Princeton University und verbrachte 1965 ein Auslandsjahr an der Universität Moskau. Er war in der Studentenbewegung Students for a Democratic Society aktiv. Edelman erwarb 1966 seinen Master und begann ein Promotionsstudium in Russischer und Europäischer Geschichte an der Columbia University, wo er 1972 seinen Ph.D. erhielt. Im selben Jahr begann er seine Lehrtätigkeit an der University of California, San Diego. Daneben arbeitete er auch als Sportjournalist und Radiomoderator sowie an der University of California, Los Angeles.
Nach seinem Studienabschluss forschte Edelman zunächst zur Geschichte des Russischen Kaiserreichs in dessen Spätphase. Ab 1986 wandte sich sein akademisches Interesse der Sportgeschichte zu, als einer deren Pioniere er heute gilt. Im Jahr 2007 erhielt er das Guggenheim-Stipendium. Sein 2009 erschienenes Buch Spartak Moscow: A history of the people’s team in the workers’ state, in dem Edelman die Geschichte des russischen Fußballvereins Spartak Moskau nachzeichnet, wurde mit dem Reginald-Zelnik-Preis der Association for Slavic, East European, and Eurasian Studies sowie als Outstanding Academic Title des Magazins Choice ausgezeichnet.
Edelman lebt in Solana Beach. Er ist verheiratet und hat drei Kinder.

## Publikationen
- Gentry politics on the eve of the Russian Revolution: the Nationalist Party, 1907–1917. Rutgers University Press, New Brunswick 1980, ISBN 0813508851
- Proletarian peasants: the revolution of 1905 in Russia’s southwest. Cornell University Press, Ithaca 1987, ISBN 0801494737
- Serious fun: a history of spectator sports in the USSR. Oxford University Press, New York 1993, ISBN 0195079485
- Spartak Moscow: A history of the people’s team in the workers’ state. Cornel University Press, Ithaca 2009, ISBN 9780801447426
- Hrsg. mit Wayne Wilson: The Oxford handbook of sports history. Oxford University Press, New York 2017, ISBN 9780199858910
- Hrsg. mit Christopher Young: The whole world was watching: sport in the Cold War. Stanford University Press, Stanford 2019, ISBN 9781503610187